# Robbie Kay
Robbie Kay (n. 13 septembrie 1995, Lymington, Anglia) este un actor britanic cunoscut pentru rolurile din Fugitive Pieces (2007), Eroii renăscuți (2015-2016), Pinocchio (2008), Pirații din Caraibe: Pe ape și mai tulburi (2011) și pentru rolul lui Peter Pan în serialul american de televiziune A fost odată ca niciodată (sezonul 3 și 5; rol de invitat în sezonul 7).

## Cariera
Familia lui Kay s-a mutat în Cehia, unde a văzut un bilet pentru copiii vorbitori de limbă engleză pentru a fi figuranți într-un film pe avizierul școlii. În ciuda lipsei de experiență anterioară în actorie, acest lucru l-a determinat să obțină un rol vorbitor în The Illusionist, dar scenele sale au fost în cele din urmă tăiate din film.
După mici roluri în Hannibal Rising și My Boy Jack, compania de producție canadiană care produce Fugitive Pieces i-a cerut să joace rolul tânărului Jakob, care presupunea un program de filmări de 9 săptămâni, dintre care trei pe insulele grecești.
Oamenii care au făcut Fugitive Pieces au audiat peste 150 de băieți înainte de a-l găsi pe Robbie, în vârstă de 10 ani, care locuia la Praga de doi ani. A petrecut un an studiind actoria, cântul și dansul la una dintre școlile de teatru Stagecoach din Marea Britanie. Kay a apărut în miniseria Pinocchio din 2008, jucând personajul principal. După ce a terminat Pinocchio, a continuat să îl interpreteze pe Sam, un băiat diagnosticat cu leucemie în filmul Ways To Live Forever, la sfârșitul anului 2010. A apărut în Pirații din Caraibe: Pe ape și mai tulburi având rolul de Cabanier. Mai recent, l-a interpretat pe Peter Pan în serialul american A fost odată ca niciodată.
În martie 2015, Kay a fost distribuit în rolul unui elev de liceu pe nume Tommy Clark în serialul Eroii renăscuți.

## Viața personală
Robbie Kay (nume la naștere: Robert Andrew Kay) s-a născut în Lymington, Hampshire, Anglia, din familia lui Ivan și Stephanie Kay. S-a mutat la Bruxelles, Belgia, la o vârstă fragedă. Are două surori mai mari, Camilla și Fiona. El este într-o relație din 2016 cu designerul de origine americană, Kerry Hennessy (nascută: 21 noiembrie 1983).
În 2006, Kay și familia sa s-au mutat la Praga, Cehia, unde a urmat Școala Internațională din Praga. În prezent locuiește  în Houston, Texas, Statele Unite ale Americii, din 2011.

## Filmografie

### Filme
| An   | Titlu                                      | Rol                   | Note |
| ---- | ------------------------------------------ | --------------------- | ---- |
| 2007 | Hannibal Rising                            | Fiul lui Kolnas       |      |
| 2007 | My Boy Jack                                | Arthur Relp           |      |
| 2007 | Fugitive Pieces                            | Tânărul Jakob         |      |
| 2008 | Bathory                                    | Pals                  | Voce |
| 2010 | Made in Dagenham                           | Graham                |      |
| 2010 | Ways to Live Forever                       | Sam McQueen           |      |
| 2011 | Pirații din Caraibe: Pe ape și mai tulburi | Cabanier              |      |
| 2015 | Flight World War II                        | Nigel Sheffield       |      |
| 2016 | Cold Moon                                  | Ben Redfield          |      |
| 2017 | No Postage Necessary                       | Stanley               |      |
| 2018 | Blood Fest                                 | Dax                   |      |
| 2018 | Locating Silver Lake                       | Mack                  |      |
| 2022 | Burning at Both Ends                       | Tânărul soldat german |      |

### Televiziune
| An        | Titlu                     | Rol                 | Note                                                      |
| --------- | ------------------------- | ------------------- | --------------------------------------------------------- |
| 2008      | Pinocchio                 | Pinocchio           | 2 episoade                                                |
| 2013–2018 | A fost odată ca niciodată | Peter Pan           | Rol recurent (sezonul 3 și 5); rol de invitat (sezonul 7) |
| 2015–2016 | Eroii renăscuți           | Tommy Clark         | Rol principal                                             |
| 2017      | Anatomia lui Grey         | Christopher Daniels | Episodul: "Înapoi unde îți aparține"                      |
| 2017      | Călărețul fără cap        | Logan MacDonald     | 2 episoade                                                |
| 2019      | The Rookie                | Simon Parks Jr.     | Episodul: "Homefront"                                     |
| 2022      | 9-1-1                     | Erik                | Episodul: "Care este fantezia ta"                         |

### Jocuri video
| An   | Titlu                             | Rol     | Note |
| ---- | --------------------------------- | ------- | ---- |
| 2022 | Who Pressed Mute on Uncle Marcus? | Bradley |      |

## Premii și nominalizări
| An   | Premiu                | Categorie                                                                                | Proiect nominalizat       | Rezultat     |
| ---- | --------------------- | ---------------------------------------------------------------------------------------- | ------------------------- | ------------ |
| 2009 | Premiile Young Artist | Cea mai bună interpretare într-un lungmetraj internațional – Tineri interpreți de top    | Fugitive Pieces           | Nominalizare |
| 2009 | Premiile Young Artist | Cea mai bună interpretare într-un film TV, miniserie sau special – Tânăr actor principal | Pinocchio                 | Nominalizare |
| 2014 | Premiile Teen Choice  | Cel mai bun personaj negativ într-un serial de televizune                                | A fost odată ca niciodată | Nominalizare |